# Lygia Clarková
Lygia Clarková (nepřechýleně Lygia Clark; 23. října 1920 Belo Horizonte – 25. dubna 1988 Rio de Janeiro) byla brazilská malířka, sochařka a performerka, jedna z předních umělkyň 20. století, klíčová postava mezinárodní avantgardy, jejíž průkopnické dílo přetvořilo vztah mezi publikem a uměleckým objektem. Její práce se vyvíjela od geometrické abstrakce k trojrozměrným objektům, zapojovala diváky do tvorby uměleckého díla. Clarková jako zakládající člen brazilského neokonkretistického hnutí 50. let 20. století, změnila přístup k malbě tím, že s jejím obrazovým povrchem zacházela, jako by to byl trojrozměrný architektonický prostor. Věřila, že umění by se nemělo vnímat jen očima, ale jako celkové tělesné setkání. Divák by se měl stát aktivním účastníkem tvorby uměleckého díla.

## Život
Lygia Clarková pocházela z rodiny vyšší třídy ve městě Belo Horizonte, ale její dětství bylo poznamenáno přísnou tradiční výchovou. Vzdělání získala u řádových sester na katolické škole Sacre Coeur, kde se od útlého věku zajímala o kreslení. V osmnácti letech se provdala za stavebního inženýra Aluízia Clarka Ribeira a přestěhovala se s ním do Rio de Janeira. Ve věku pětadvaceti let Clarková již byla matkou tří dětí: Elizabeth (* 1941), Álvara (* 1943) a Eduarda (* 1945). 
V letech 1947 až 1949 studovala u malíře a zahradního architekta Roberta Burleho Marxe a malířky a sochařky Zélie Salgado v Rio de Janeiru. Její fascinace evropskou avantgardou ji zavedla do Paříže, kde žila se svými dětmi v letech 1950–1951. Pokračovala ve studiu pod vedením abstraktních malířů Árpada Szenese, Isaaca Dobrinského a Fernanda Légera. Po návratu do Brazílie Clarková měla svou první samostatnou výstavu a získala prestižní cenu pro nejlepšího nového umělce roku. S profesionálním úspěchem přišly i osobní potíže, když se její manželství rozpadlo, což vedlo k rozvodu v roce 1953. Dobré finanční zázemí jí umožnilo věnovat se zvolené kariéře. 
V roce 1954 vstoupila do uměleckého kolektivu Grupo Frente, jehož členem byl i sochař a malíř Hélio Oiticica, který se stal jejím doživotním přítelem. V roce 1959 se oba připojili k signatářům Manifestu Neoconcreto. Stala se mezinárodně uznávanou umělkyní, v Londýně měla v roce 1965 velkou samostatnou výstavu.
Po převratu v roce 1964, který nastolil represivní vojenský režim, Clarková opustila Brazílii a v roce 1968 se usadila v Paříži. V roce 1972 byla pozvána, aby vyučovala kurz gestické komunikace na Sorbonně. Práce se kolektivem studentů ji vedla k opuštění tradiční umělecké tvorby. Zažila řadu psychologických a sexuálních krizí, podstoupila psychoanalýzu a sama se vydala na dráhu terapeutky. V roce 1976 se vrátila do Rio de Janeira, kde si založila terapeutickou praxi, při níž uplatňovala vlastní metodu nazvanou Estruturação do Self (strukturování sebe sama). Začátkem osmdesátých let školila psychology, umělce a terapeuty v její aplikaci. Terapeutické práci s Objetos relacionais (Vztahovými předměty) se ve svém ateliéru věnovala až do roku 1982  V roce 1980 náhle zemřel Hélio Oiticica, o sedmnáct let mladší partner Clarkové. Následující léta byla poznamenána finančními a emocionálními problémy, v důsledku nadměrné konzumace alkoholu se zhoršovalo její zdraví. V roce 1988 Clarková zemřela na infarkt ve svém bytě v Copacabaně ve věku 67 let.

## Dílo
Na začátku své kariéry Clarková experimentovala mezi figurací a abstrakcí. Pokračovala malbou v geometrickém abstraktním stylu Concretismo, jak je patrné z jejího díla Planes in a Modulated Surface (Roviny v modulovaném povrchu, 1956). Její rané abstraktní práce experimentovaly s modulacemi formy, barvy a roviny a obsahovaly kompozice, které zpochybňovaly okraje plátna a rozšiřovaly zorné pole malby do fyzické sféry diváka. Oficiálně se rozešla s tímto dřívějším stylem podpisem „Manifesto Neoconcreto“ v roce 1959. Umění v něm bylo vykládáno jako ekvivalent živého organismu.  Clarková kladla důraz na interakci uměleckého díla s divákem. Od dvourozměrných abstrakcí Kokon č. 2 (1959) přechází k trojrozměrným strukturám, jako je Quebra da mouldura (Rozbití rámu, 1954) a nabízí trojrozměrné uspořádání černých a bílých rovin v prostoru. Tuto myšlenku posunula dále sochařskou sérií, kterou nazvala Bichos (Zvířata, 1960–1963). Divákům umožňovala, aby sochy vytvořené z kovových ploch propojených pohyblivými spoji sami upravovali a přetvářeli. V roce 1963 představila jednu ze svých prvních proposições (propozic), nazvanou Caminhando (Chůze), kde demonstrovala vyřezávání Möbiovy pásky z papíru. Vyzvala ostatní, aby se zapojili a přeměnila umělecké dílo na akci přeměny papíru. Termínem propozice, kterým Clarkové od té doby začala označovat svá díla, zdůrazňovala právě svobodné jednání účastníků při tvorbě díla. Její další tvorba se soustředila téměř výhradně na participativní návrhy určené ke zvýšení fyzického a psychického vědomí účastníků.

Lygia Clarková se svými sochami (1972)

Následně Clarková vytvořila Nostalgii do Corpo (Nostalgie těla) — sérii měkkých soch a smyslových objektů, které aktivovaly tělesné vědomění účastníků. Na bienále v Benátkách v roce 1968 představila participativní instalaci simulující zážitek těhotenství a narození A Casa é o Corpo: Penetração, Ovulação, Germinação e Expulsão (Dům je tělo: penetrace, ovulace, klíčení, vypuzení).Toto dílo je příkladem její touhy dospět k prostorovému a psychologickému pochopení těla a usnadnit účastníkům tento proces zkoumání. Její tvorba v tomto období byla reakcí na napjatou politickou situaci v Brazílii i na nedávné nepokoje v Paříži.
V 70. a 80. letech 20. století její výzkum v oblasti psychologie a filozofie, částečně pobídnutý vlastními zkušenostmi v psychoterapii, posunul její pokusy o sjednocení umění a života. Během pobytu v Paříži vytvořila soubor návrhů nazvaný Corpo colectivo (kolektivní tělo), který zahrnoval skupiny účastníků zapojujících se do společných akcí. Jejím záměrem bylo přenášet na pozorovatele skutečnou činnost. Během poslední dekády svého života Clarková navrhla Objetos relacionais (vztahové objekty) jako terapeutickou praxi v systému zvaném Estruturação do Self (strukturování sebe sama) (1979–88).

### Významné práce
Podle zdroje:
- Schodiště (Escadas, 1948) obraz vznikl během studií jako součást série, která odráží raný zájem Clarkové o vztah mezi tělem a prostorem. Svým námětem připomíná dvě klíčová díla evropské moderny: stejnojmennou kresbu Férnanda Legera The Staircase z roku 1913 a slavný obraz Marcela Duchampa Akt sestupující ze schodů č. 2 (1912),

- Objev organické řady (Descoberta da Linha Organica, 1954) obraz z období geometrické abstrakce znamená začátek zkoumání trojrozměrného prostoru a hledání organického prostoru, kam by člověk mohl vstoupit do obrazu.

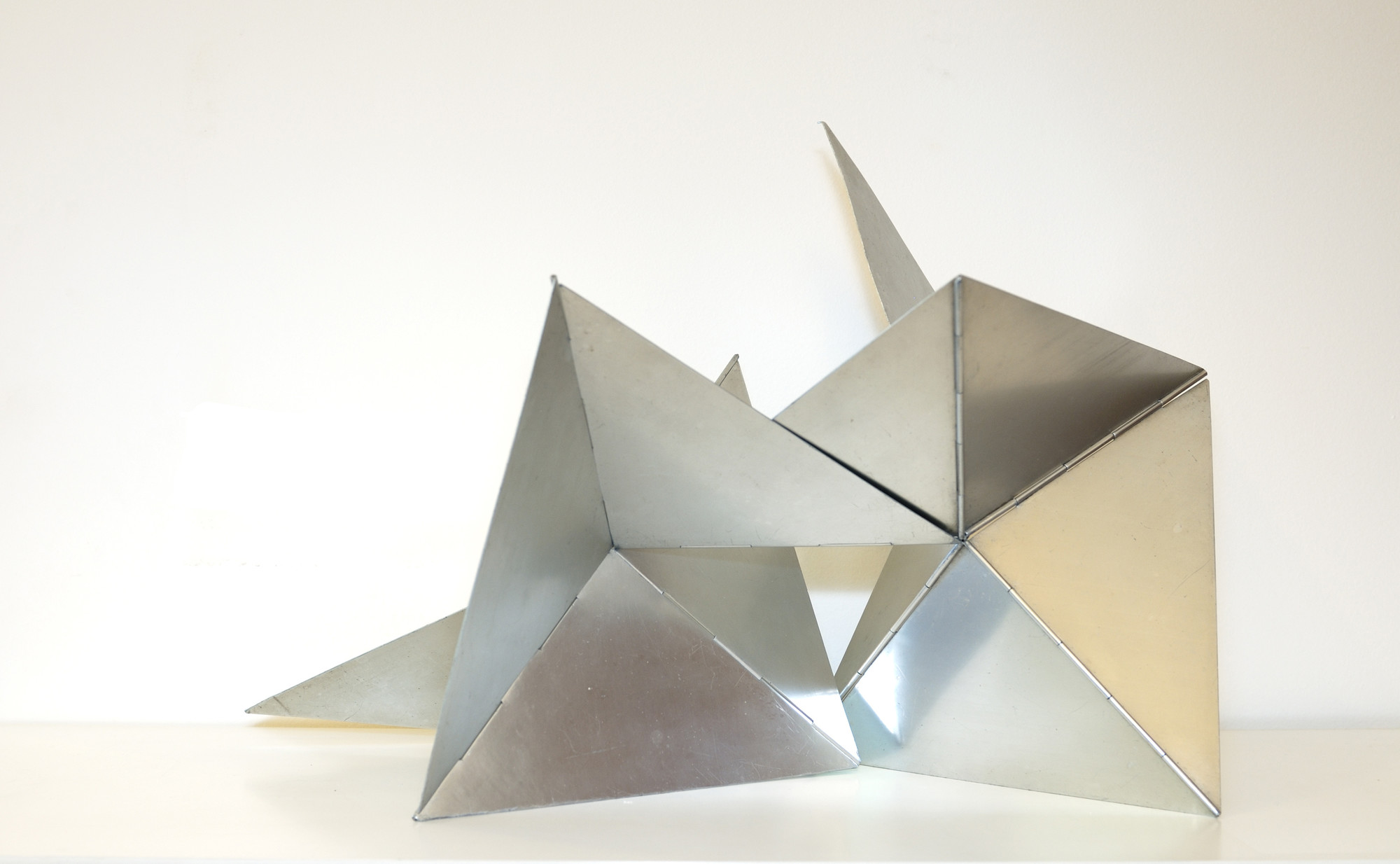
Bicho Linear – jedna ze soch ze série Bichos (1960)

- Sám o sobě (Bicho: Em Sí, 1962) trojrozměrná konfigurace je součástí řady Bichos, tvořené v letech 1960–1963. Clarková umožnila interakci mezi uměleckým objektem a uživatelem. Předměty jsou vyrobeny z plochých hliníkových kruhových a trojúhelníkových plechů, které jsou navzájem spojeny panty. Divák s nimi může manipulovat a vytvářet různé konfigurace. Clarková touto sérií opouští malbu ve prospěch tělesné a participativní praxe.

- Chůze (Caminhando, 1963) znamená obrat k umění založenému na procesu a participaci diváků na tvorbě díla. Umělkyně vyzvala účastníky, aby Möbiův pás podélně rozřezali na co nejtenčí šířku, aniž by jej zničili. Po odstřižení první celé délky (v podstatě jednoho obvodu kruhu) se účastník (který se nyní stal autorem a zpochybnil tak zažité představy o uměleckém autorství) musí rozhodnout, zda posune své nůžky vlevo nebo vpravo od stávajícího řezu.
- Senzorické masky (Máscaras Sensoriais, 1967) jsou speciálně navržené látkové kukly naplněné sáčky s bylinkami nebo jinými aromatickými látkami, doplněné malými zrcátky nebo zvonky. Divák si je nasadí na hlavu a snížení vizuálních podnětů a povzbuzení ostatních smyslů podnítí vnímání nové smyslové zkušenosti i svého vlastního vnitřního světa.
- Biologická architektura (Arquitetura Biológica, 1969) je opět založena na smyslové zkušenosti a posouvá rejstřík od jednotlivce ke kolektivu. Dva nebo více účastníků jsou navzájem propojeni v dlouhých elastických hadicích (Tunel, 1973) nebo velkými plastovými fóliemi, kterými se snaží vytvořit vzájemný úkryt. Tyto struktury mají za cíl odstranit hranice mezi tělem a objektem a předvídat relační objekty, které budou hrát ústřední roli v terapeutické praxi Clarkové po roce 1976. Na rozdíl od některých dalších umělců Clarková odmítala zapojovat své vlastní tělo do tohoto procesu, čímž účinně vymazala svou vlastní identitu umělce–autora, protože každý návrh byl postupně přetvářen a znovu utvořen výhradně těly účastníků. Příkladem je série roupa-corpo-roupa z roku 1967, během níž osobám různého pohlaví zprostředkovávala výměnu pocitů z pobytu v overalech podšitých rozdílnými materiály.[2]
- Antropofágní slintání (Baba Antropofágica, 1973) zkoumá psycho–smyslové schopnosti lidského těla. Spočívá v omotávání lidského těla nitěmi navlhčenými slinami účastníků. Postupně se z těla odstraňují a zaplétají se do nich ostatní účastníci. Akce končí přetržením nití a uvolněním těl. Poslední fází práce je slovní výměna postřehů účastníků akce. Clarková toto dílo vyvinula ve spolupráci se svými studenty na Sorbonně.

## Výstavy
Mezi retrospektivní výstavy věnované dílu Lygie Clarkové patří
- 2014  Lygia Clark: The Abandonment of Art 1948-1988 v Muzeu moderního umění v New Yorku (MoMa)
- 2012  Lygia Clark: A Retrospective, v Itaú Cultural, São Paulo, Brazílie
- 1997  Lygia Clark, v muzeu Fundació Antoni Tàpies, Barcelona, která dále putovala do Marseille, Porta, Bruselu a Rio de Janeira

V roce 2020 Guggenheimovo muzeum v Bilbau představilo  Lygii Clarkovou na velké výstavě zaměřené na díla z formativních let její kariéry pod názvem Malba jako experimentální pole, 1948 – 1958. Mezi samostatné a skupinové výstavy během života Clarkové patří bienále v São Paulu (1953-1967), druhá  pilotní přehlídka kinetické práce v Signals Gallery, Londýn v roce 1962 a prezentace spolu s Mirou Schendelovou na Benátském bienále v roce 1968. Její dílo je zastoupeno ve stálých sbírkách Muzea moderního umění v New Yorku, Muzea výtvarného umění v Houstonu, Art Institute v Chicagu, Centre Pompidou v Paříži, Muzeu moderního umění v San Francisku, muzeu Reina Sofía v Madridu, muzeích moderního uměn v São Paulo a Rio de Janeiru.